# Cratere Imhotep
Imhotep è un cratere d'impatto presente sulla superficie di Mercurio, a 18,06° di latitudine sud e 37,41° di longitudine ovest. Il suo diametro è pari a 159 km.
Il cratere è stato battezzato dall'Unione Astronomica Internazionale in onore di Imhotep, visir e architetto dell'Antico Egitto, vissuto nel XXVI secolo a.C..